# Aktivierung (Radioaktivität)
Als Aktivierung bezeichnet man in der Physik die Umwandlung stabiler in instabile radioaktive Stoffe (Radionuklide) durch Bestrahlung. Aktivierung ist immer eine Folge von Kernreaktionen. Grundsätzlich kann jeder Kernreaktionstyp radioaktive Produkte hinterlassen. 

## Neutronenstrahlung

### Thermische Neutronen
Praktisch wichtig ist vor allem die Neutronenaktivierung. Hierunter wird im Allgemeinen der Einfang eines thermischen Neutrons verstanden, denn die meisten Nuklide haben hierfür große Wirkungsquerschnitte. Die Neutronenaktivierung in einem Forschungsreaktor oder mittels einer Neutronenquelle ist eine wichtige hochempfindliche Nachweismethode für Spurenelemente. Sie dient auch zur Herstellung von Radionukliden für z. B. medizinische Zwecke. 
In vielen Fällen, beispielsweise bei den Strukturmaterialien von Kernreaktoren, ist die Aktivierung durch Neutroneneinfang ein unerwünschter Effekt. Auch ist es möglich, dass bei großen Teilchenbeschleunigern durch Aktivierung radioaktive Stoffe im Boden erzeugt werden, die unter bestimmten Voraussetzungen dann mit dem Grundwasser transportiert werden können.

### Schnelle Neutronen
Die Aktivierung mit schnellen Neutronen beruht auf Kernreaktionen der Typen (n,p) oder (n,alpha), bei sehr hoher Neutronenenergie (ab etwa 10 MeV) auch (n,2n). Sie wird gelegentlich als Analysenmethode verwendet für Elemente, bei denen der thermische Neutroneneinfang kein gut messbares Radionuklid ergibt. 
Als unerwünschte Wirkung auf das Material zukünftiger Fusionsreaktoren wird sie den größten Teil der Radioaktivität dieser Anlagen verursachen.

## Photonenstrahlung
Gammastrahlung und Bremsstrahlung können durch Kernphotoeffekt aktivierend wirken. Dieser tritt je nach Element ab einer Gammaenergie von etwa 2 MeV ein; dabei wird ein Neutron oder ein Proton aus dem Kern herausgeschleudert, welches seinerseits weitere Kernreaktionen auslöst. In wasserhaltigen Medien gilt dies vor allem für das Deuterium, das als Schweres Wasser immer natürlich enthalten ist; zudem wirkt das vorhandene Wasser als Moderator und bremst die Neutronen auf 'thermische' Energie ab, bei der dann die Folgereaktionen eintreten.
In industriellen Bestrahlungsanlagen für Lebensmittel wird als radioaktive Strahlenquelle  60Co eingesetzt. Es emittiert Gamma-Quanten der mittleren Energie von 1,25 MeV. Diese Energie reicht nicht aus, um typische Bestandteile von Lebensmitteln zu aktivieren. Zwar gibt es einige wenige Nuklide mit niedriger Schwellenenergie, aber diese kommen kaum in Lebensmitteln vor (z. B. Indium), und ihr Wirkungsquerschnitt für die Aktivierung ist so gering, dass diese theoretische Aktivierung in der Praxis kaum messbar ist.
Wenn energiereiche Teilchenstrahlung (z. B. Elektronen) in schwerem Material Bremsstrahlung auslöst, kann auch diese den Kernphotoeffekt bewirken. Daher ist etwa bei der Lebensmittelbestrahlung auch mit Elektronenstrahl die Höchstenergie gesetzlich vorgeschrieben (vgl. Codex Alimentarius).

## Geladene Teilchenstrahlungen
Geladene Teilchenstrahlen wie Alpha- und Betastrahlung (aus dem radioaktiven Zerfall) sowie beschleunigte Elektronen geben in Materie ihre Energie stückweise in aufeinander folgenden Stößen an die Elektronen der Atomhülle ab und erreichen nur in einem Bruchteil der Fälle überhaupt einen Atomkern. Allerdings gibt es bei genügend hoher Teilchenenergie einen indirekten Effekt: die Teilchen können bei Abbremsung Bremsstrahlung erzeugen, die u. U. durch Kernphotoeffekt Aktivierung bewirken kann.
Die Aktivierungswirkung von Teilchenstrahlung ist allgemein unbedeutend im Vergleich zu den direkten Schadwirkungen, die durch die an das Material oder Gewebe übertragene Stoßenergie zustande kommen. Die absorbierte Energie wird zu einem kleinen Teil direkt in Wärme umgewandelt, zum größten Teil bewirkt sie allerdings die Ionisation der getroffenen Atome; daher auch der Name 'ionisierende Strahlung'. Durch diese Ionen als chemisch besonders reaktive Komponenten erfolgen dann häufig chemische Reaktionen, die sowohl unerwünschte als auch erwünschte Wirkungen haben können.

## Kernspaltung
Die Kernspaltung führt ebenfalls zu radioaktiven Produkten, wird jedoch üblicherweise nicht als Aktivierung bezeichnet.